# Jewnei Buketow
Jewnei Arstanowitsch Buketow (russisch Евней Арстанович Букетов, kasachisch Ебіней Арыстанұлы Бөкетов, Jebinej Arystanuly Böketow) (* 23. März 1925 in Baganaty, Nordkasachstan; † 13. Dezember 1983 in Qaraghandy) war ein kasachischer Wissenschaftler und Mitglied der Akademie der Wissenschaften der Kasachischen SSR (1975), Doktor habil. (1967), Professor, Schriftsteller, Übersetzer, Literaturkritiker.

## Leben
Buketow besuchte 1932 im russischen Getreide-Sowchos Makuschinskij im Gebiet Tscheljabinsk die Schule. Sein Vater war Hilfsarbeiter in Makuschinskij, wohin die Familie wegen des Hungers in Kasachstan gezogen war. 1938 kehrte Buketow mit seinen Eltern in seine Heimat Kasachstan zurück. 1950 absolvierte er die Kasachische Hochschule für Bergbau- und Metallurgie. Einige Jahre war er an dieser Hochschule als Lehrkraft und Forscher tätig. 1960–1972 leitete er das Forschungsinstitut für Chemie und Metallurgie. Von 1972 bis 1980 arbeitete er als Rektor der Staatlichen Universität Qaraghandy.

## Leistung
Jewnei Buketow ist Begründer der neuen Richtung in der Chemiewissenschaft - Chalkogen- und Chalkogenoidchemie und -technologie.